# Your Future Our Clutter
Your Future Our Clutter  è un album in studio del gruppo musicale post-punk inglese The Fall, pubblicato nel 2010.

## Tracce
1. O.F.Y.C. Showcase – 5:49
2. Bury Pts. 1 + 3 – 6:36
3. Mexico Wax Solvent – 6:14
4. Cowboy George – 5:42
5. Hot Cake – 3:18
6. Y.F.O.C. / Slippy Floor – 7:42
7. Chino – 5:20
8. Funnel of Love (Wanda Jackson cover) – 2:55
9. Weather Report 2 – 6:35

## Formazione
- Mark E. Smith - voce
- Elena Poulou - tastiere, basso, cori
- Peter "PP" Greenway - chitarra
- Dave "The Eagle" Spurr - basso
- Keiron Melling - batteria, percussioni